# Бара (острво)
Бара је острво у близини Шкотске обале. Према попису становништва из 2001. показало је да је број становника 1.078.

## Опасни аеродром
Аеродром Бара нема полетно-слетну стазу за авионе, већ се слеће на плажу.